# Kevin Rans
Kevin Rans (né le 19 août 1982 à Ekeren) est un athlète belge, spécialiste du saut à la perche mais qui a aussi obtenu des résultats en sprint.

## Performances
Son meilleur saut est de 5,70 m, réalisé à Heusden-Zolder en 2007, record de Belgique égalé.
Sur 200 mètres, médaille d'argent aux championnats d'Europe junior à Grosseto (Italie) en 2001.
Il a battu le record de Belgique du relais 4 × 100 m n (Edmonton 2001) en 39 s 22 avec ses coéquipiers Nathan Bongelo, Anthony Ferro et Erik Wijmeersch.